# Ray Grey
Pour les articles homonymes, voir Grey.
Ray Grey, né le 19 février 1890 à San Diego en Californie, mort le 18 avril 1925 à Glendale en Californie, est un acteur, scénariste et réalisateur américain de la période du cinéma muet.

## Biographie
Ray Grey commence sa carrière dans les studios Keystone de Mack Sennett en tant qu'acteur en 1916. À la fin des années 1910 il passe derrière la caméra en tant qu'assistant ou réalisateur de deuxième équipe, pour des films tels que Rêve de seize ans (Molly O') ou Salome vs. Shenandoah, puis à la réalisation avec notamment Un mariage mouvementé en 1920.
Il meurt à l'âge de 35 ans d'une pneumonie. Il est le père de l'actrice Virginia Grey

## Filmographie

### En tant qu'acteur
- 1916 : A Movie Star : Jack's Screen Rival
- 1917 : His Rise and Tumble
- 1921 : Un revenant plein d'esprit (The Ghost in the Garret) de F. Richard Jones : Oscar White
- 1923 : The Shriek of Araby : prince Arabe
- 1924 : Flickering Youth : Attorney August Gale
- 1924 : The Hollywood Kid : Sheik Star

### En tant qu'assistant réalisateur
- 1917 : His Parlor Zoo
- 1917 : A Tuner of Note
- 1917 : His Rise and Tumble
- 1919 : Salome vs. Shenandoah
- 1920 : By Golly !
- 1921 : Rêve de seize ans (Molly O')
- 1922 : The Crossroads of New York
- 1923 : Suzanna
- 1924 : Flickering Youth

### En tant que réalisateur
- 1919 :  A Lady's Tailor
- 1919 : Salome vs. Shenandoah
- 1919 :  Among Those Present
- 1920 : Un mariage mouvementé (Down on the Farm)
- 1922 :  The Sleuth
- 1922 :  Homemade Movies
- 1922 :  Stand Pat
- 1922 :  Loose Change
- 1922 :  Try, Try Again
- 1925 :  Andy Takes a Flyer
- 1926 :  Hired and Fired
- 1926 :  The Only Son
- 1926 :  Pay the Cashier
- 1926 :  Soft Pedal
- 1926 :  Don't Butt In
- 1926 :  Between Meals[3]